# Bellwood (Alabama)
Bellwood ist ein gemeindefreies Gebiet im Geneva County im Bundesstaat Alabama in den Vereinigten Staaten.

## Geographie
Bellwood liegt im Südosten Alabamas im Süden der Vereinigten Staaten. Es liegt etwa 2 Kilometer nördlich des 227 Kilometer langen Choctawhatchee River sowie knapp 20 Kilometer nördlich der Grenze zu Florida.
Nahegelegene Orte sind unter anderem Clayhatchee (9 km nordöstlich), Daleville (9 km nordöstlich), Coffee Springs (10 km westlich), Enterprise (13 km nördlich) und Level Plains (13 km nördlich). Die nächste größere Stadt ist mit 205.000 Einwohnern die 130 Kilometer nördlich entfernt gelegene Hauptstadt Alabamas, Montgomery.

## Verkehr
Bellwood liegt unmittelbar an der Alabama State Route 85 sowie etwa 3 Kilometer westlich der Alabama State Route 167. 15 Kilometer nordöstlich verläuft der U.S. Highway 84.
Etwa 15 Kilometer südlich befindet sich der Geneva Municipal Airport, 17 Kilometer nordwestlich der Enterprise Municipal Airport und 35 Kilometer nordöstlich der Dothan Regional Airport.